# Reppel
Reppel is een dorp in de Belgische provincie Limburg en een deelgemeente van Bocholt, het was een zelfstandige gemeente tot aan de gemeentelijke herindeling van 1971. Reppel ligt iets ten zuiden van het centrum van Bocholt. Het dorp bestaat uit een kleine kern rondom de kerk. De meeste huizen liggen als een lint langs de weg Bocholt-Peerderbaan (Reppelerweg). Er staan oude en fraaie boerderijen in de omgeving.
Toerisme is een belangrijke vorm van inkomen. Landbouw neemt een belangrijke plaats in.

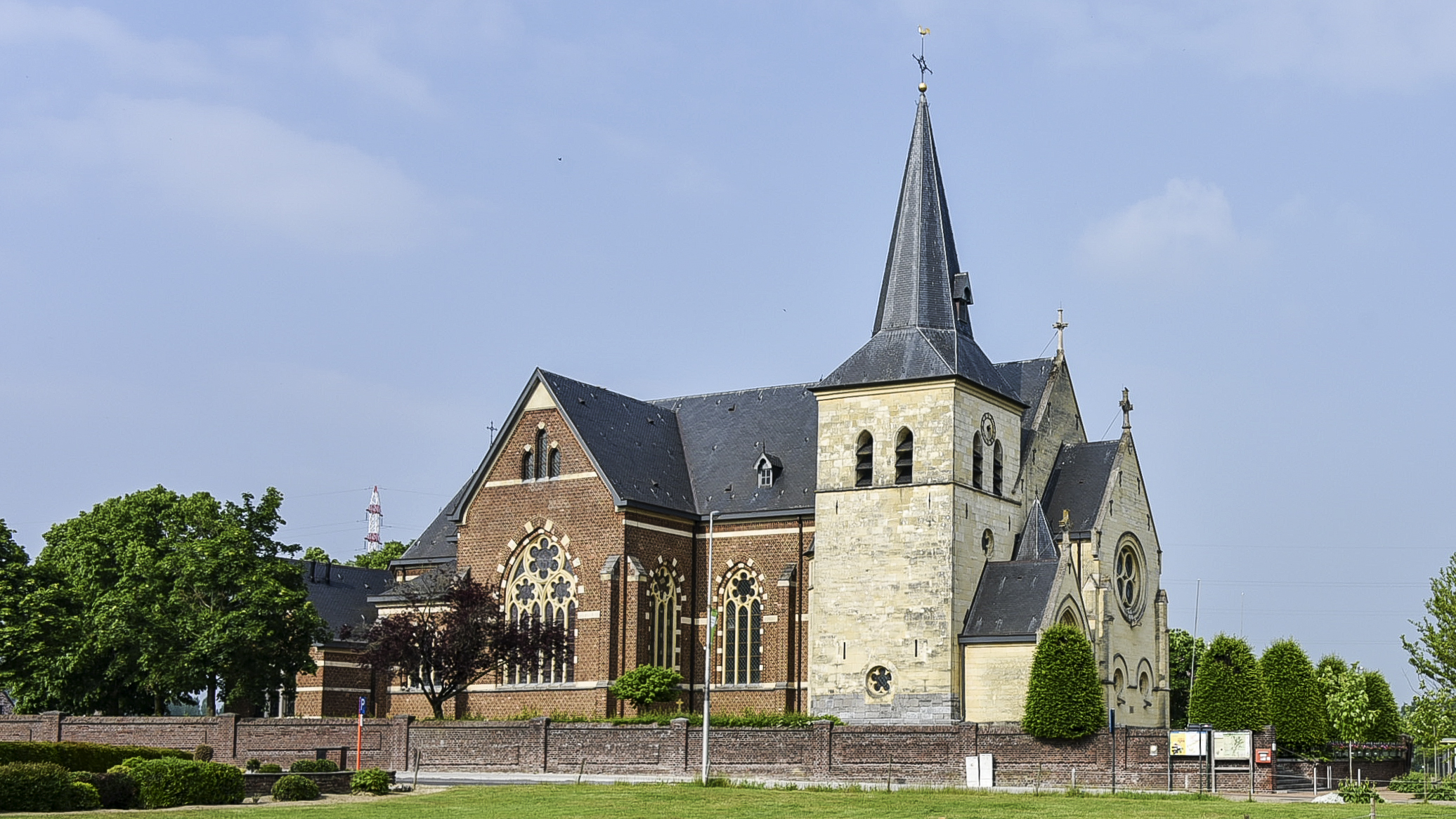
Sint-Willibrorduskerk

## Etymologie
Reppel werd voor het eerst in een document uit 726 genoemd. De oude naam van Reppel is "Repla", "Rieplo" of "Replo'. Mogelijk afkomstig van het Latijnse "ripa" of "ripula" (kleine oever). Ook de verklaring rep (reep, strook) en lo (bos) wordt wel genoemd. De vermelding is echter afkomstig uit het Liber aureus Epternacensis uit 1191, waarin de oudere documenten waren overgeschreven, doch dat niet geheel betrouwbaar wordt geacht.

## Geschiedenis
Volgens het Liber aureus Epternacensis schonk een plaatselijke Frankische heer, die Henricus genoemd werd, in 726 zijn allodium aan de Abdij van Echternach, waar de Heilige Willibrordus (658-739) vandaan kwam. Dit allodium wordt aangeduid als villa Replo: "Et Henricus mihi condonabat in villa quae vocatur Replo".
Reppel werd dus aangeduid als "villa": een hoeve of landhuis met veel bijgebouwen, die het centrum van het allodium vormde en in feite een (landbouw)gemeenschap langs de oever van de Abeek was. Later was er op het gebied van Reppel sprake van een laathof, Achternaken genaamd, die voortkwam uit de oorspronkelijke schenking aan Sint-Willibrord, en eigendom was van de Abdij van Echternach. Het is niet duidelijk waar deze hoeve zich bevond. De Abdij van Echternach richtte, waarschijnlijk in de 11e eeuw, in Reppel een quarta capella op, gewijd aan de Heilige Willibrordus. Er was ook sprake van een Willibrordusput. Later is een gotische en vervolgens een neogotische kerk gebouwd.
Vanaf de late Middeleeuwen behoorde Reppel tot het buitengebied (buitinge) van de stad Bree en vormde een van de Vier Crispelen van deze stad. Aldus moesten ze ook een groep van 17 man leveren om de stad Bree in conflicten bij te staan. Ook bij de Slag van Sint-Nicolaasdag 1648 vocht Reppel mee, waarbij één dode te betreuren viel. Juridisch viel Reppel onder de buitenbank van Bree, een schepenbank voor het buitengebied. Reppel had in het feodale tijdperk 2 burgemeesters, die jaarlijks verkozen werden door de inwoners. De Galgenberg was vroeger het toneel van de gehangenen. Reppel maakte deel uit van het Graafschap Loon, dat later onderdeel werd van het Prinsbisdom Luik.
Reppel ontstond als een straatdorp parallel aan de Abeek, en deze had op de overgang tussen het Kempens Plateau en het lager gelegen Maasdal een groot verval, en was dus geschikt voor het aandrijven van watermolens. De Reppelmolen werd reeds in een schenkingsakte uit 856 vermeld.
Naast de hooilanden in de Abeekvallei waren er uitgestrekte heidevelden die in de 2e helft van de 19e eeuw werden bebost. Deze bossen werden later weer voor een groot deel ontgonnen ten behoeve van de landbouw.
In 1895 wordt een arsenicumfabriek gebouwd door de "Société Metallurgique de Hoboken". Deze fabriek is belangrijk geweest voor de werkgelegenheid. De fabriek heeft ook voor veel overlast gezorgd, zowel door het directe gevaar voor de arbeiders als de grote hoeveelheden arseenresten die in de grond terecht zijn gekomen en die (al dan niet) in het grondwater terecht zijn gekomen. De fabriek is gesloten (1970) en afgebroken, maatregelen zijn getroffen om verdere bodemverontreiniging door arseen te voorkomen.
Op de Bergerheide is turf gestoken. Hier zou een treintje met kiepwagentjes gelopen hebben. De hoogte achter de voetbalvelden is een overblijfsel van de turfwinning. Het vroegere natte hoogveen is afgegraven voor de turf. Daarna werd hier veelal naaldbos geplant voor de productie van mijnhout.
Langs Reppel reed een stoomtram: deze ging van Leopoldsburg via de Peerderbaan naar Bree, later ook naar Maaseik. Deze stoomtram heeft gereden van 1888 tot 1949.
Het Aantal inwoners evolueerde als volgt:
- 1711: 130
- 1794: 143
- 1930: 452

In 1970 hield Reppel op een zelfstandige gemeente te zijn, en werd onderdeel van de gemeente Bocholt.

## Demografische ontwikkeling
- Bronnen:NIS, Opm:1831 tot en met 1970=volkstellingen

## Bezienswaardigheden
- De Sint-Willibrorduskerk. Opvallend door de voorkant, die in 'witte' mergel is
- De Pastorij op de Monshofstraat, met gracht en binnenplaats, uit 1604 of 1616, was een refugiehuis van de norbertijnen van de Abdij van Postel, welke in Reppel het patronaatsrecht bezaten. De 17e-eeuwse zonnewijzer op de zuidgevel van het oudste deel van het gebouw zou de oudste bekende zonnewijzer in Vlaanderen kunnen zijn. Het poortgebouw diende tevens als duiventoren en stamt uit 1607. In 1903 werd de lindedreef naar het poortgebouw aangelegd. De dreef werd echter verhard met giftige slakken uit de plaatselijke arseenfabriek, waardoor de linden nooit hun maximale afmetingen hebben bereikt
- Het Monshof, aan de Monshofstraat. Het landgoed werd voor het eerst vermeld in 1783 en werd vernoemd naar de familie Mons. In 1863 werd de herenboerderij herbouwd door de familie Streignaert, terwijl de latere eigenaars, de familie Vandevenne, er een buitenverblijf met merkwaardige tuin van maakten met onder meer uitheemse bomen. Het landgoed is in particulier bezit en niet toegankelijk
- Binkermolen, een watermolen op de Abeek, aan de Binkermolenstraat
- Reppelmolen of Cuppensmolen, een watermolen op de Abeek, aan de Monshofstraat

## Galerij

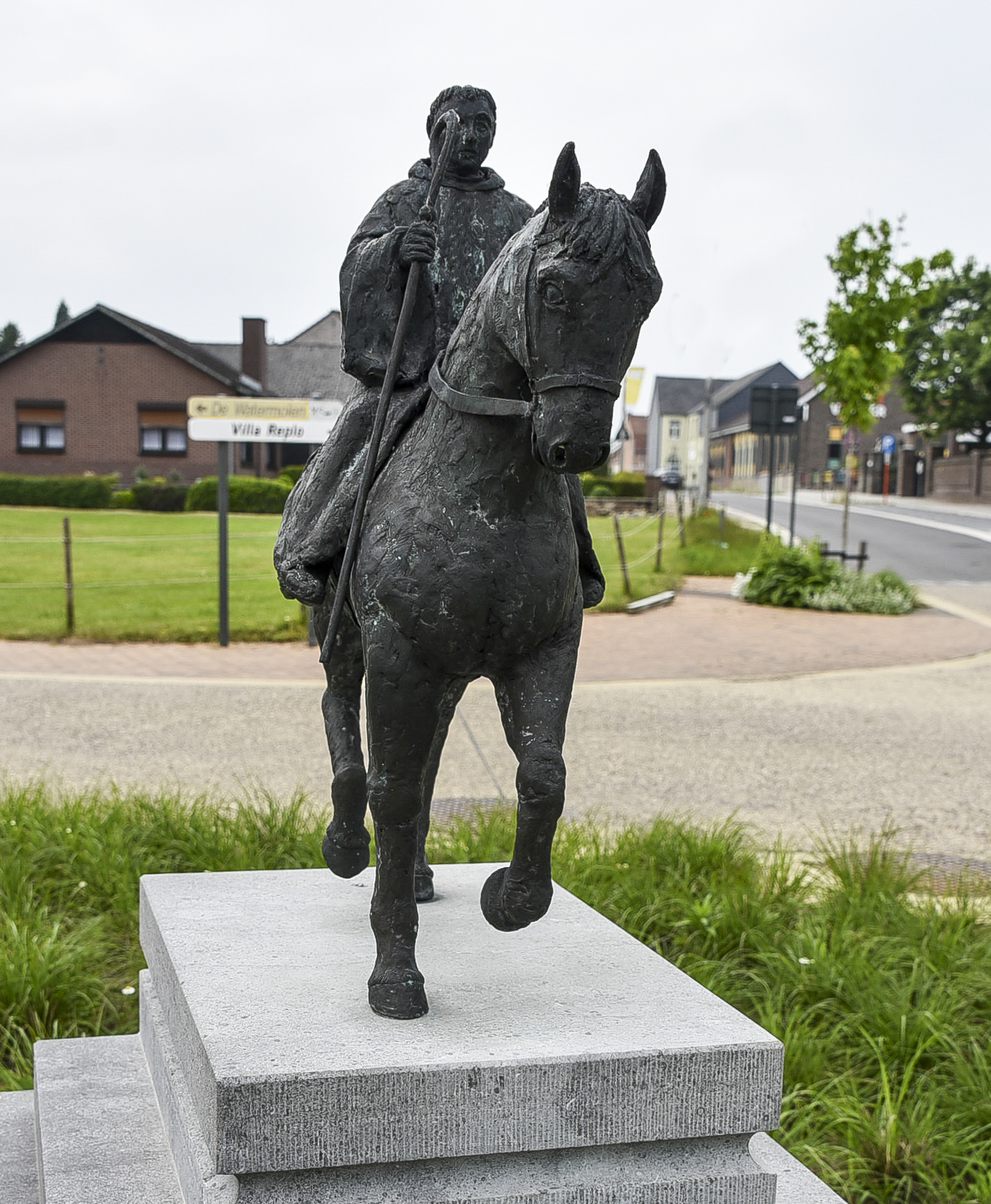
Willibrordus in Reppel
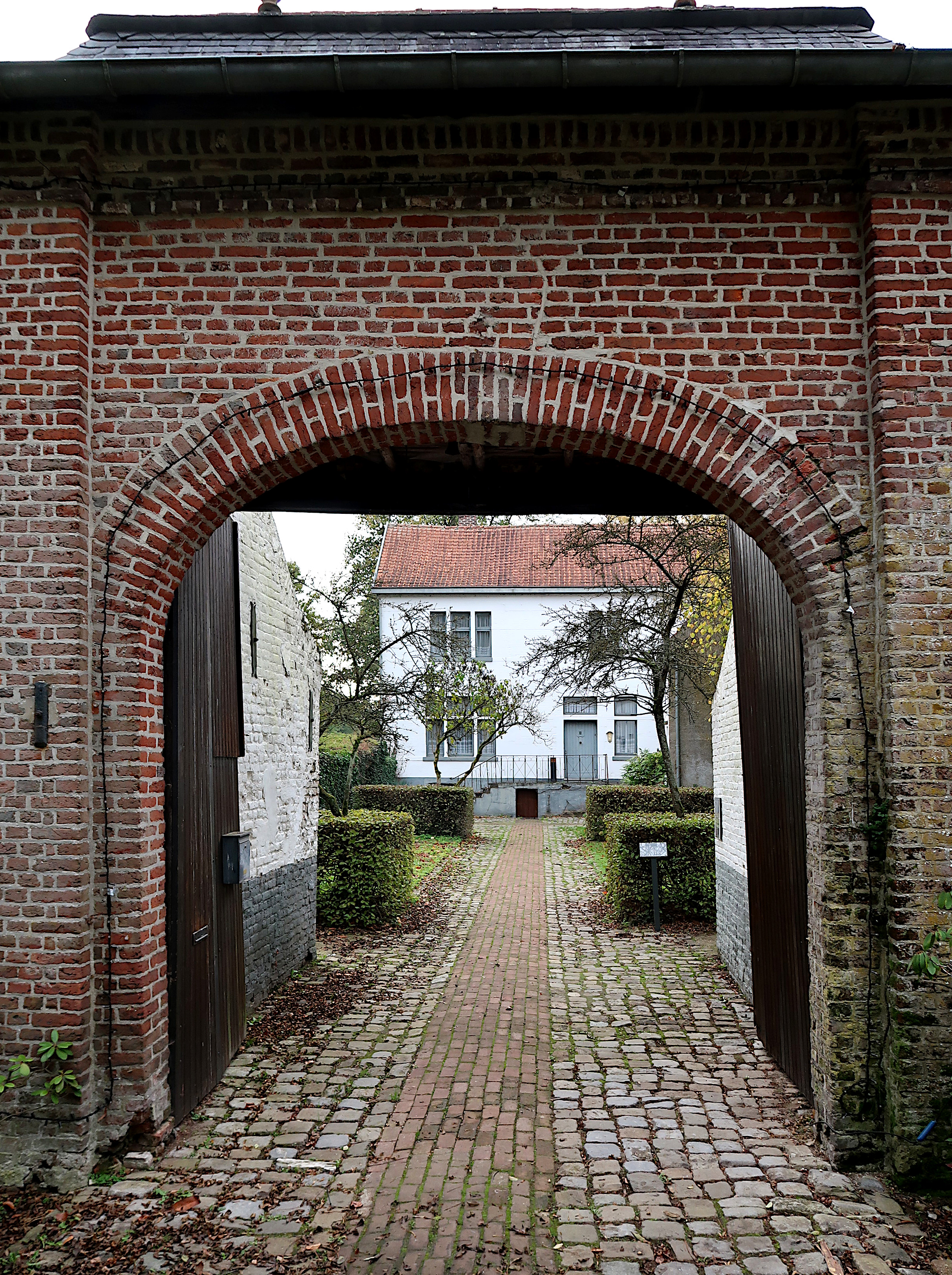
Pastorie
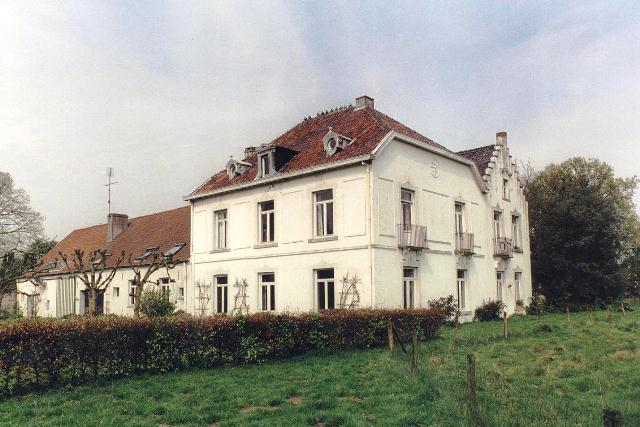
Monshof
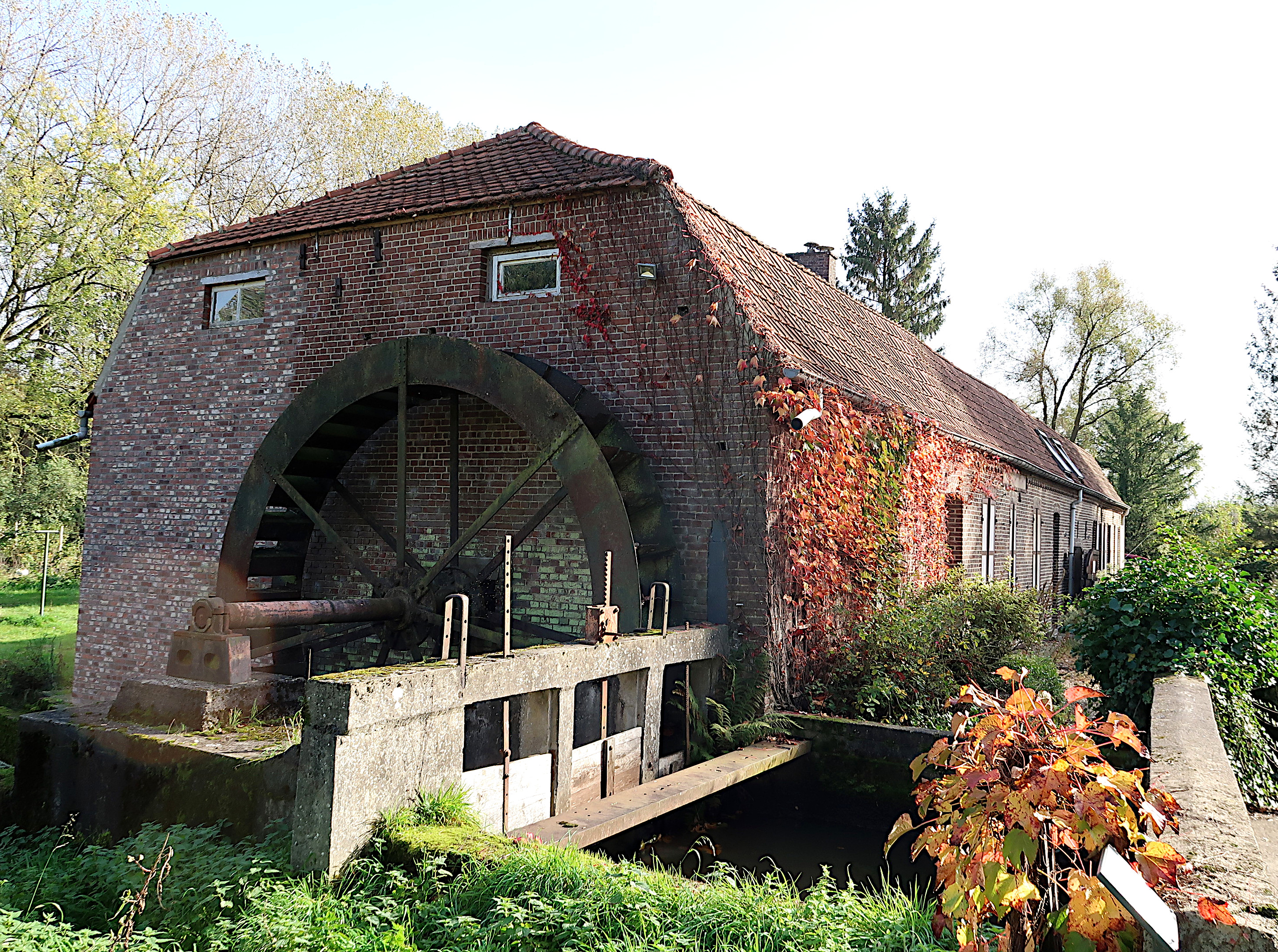
Binkermolen
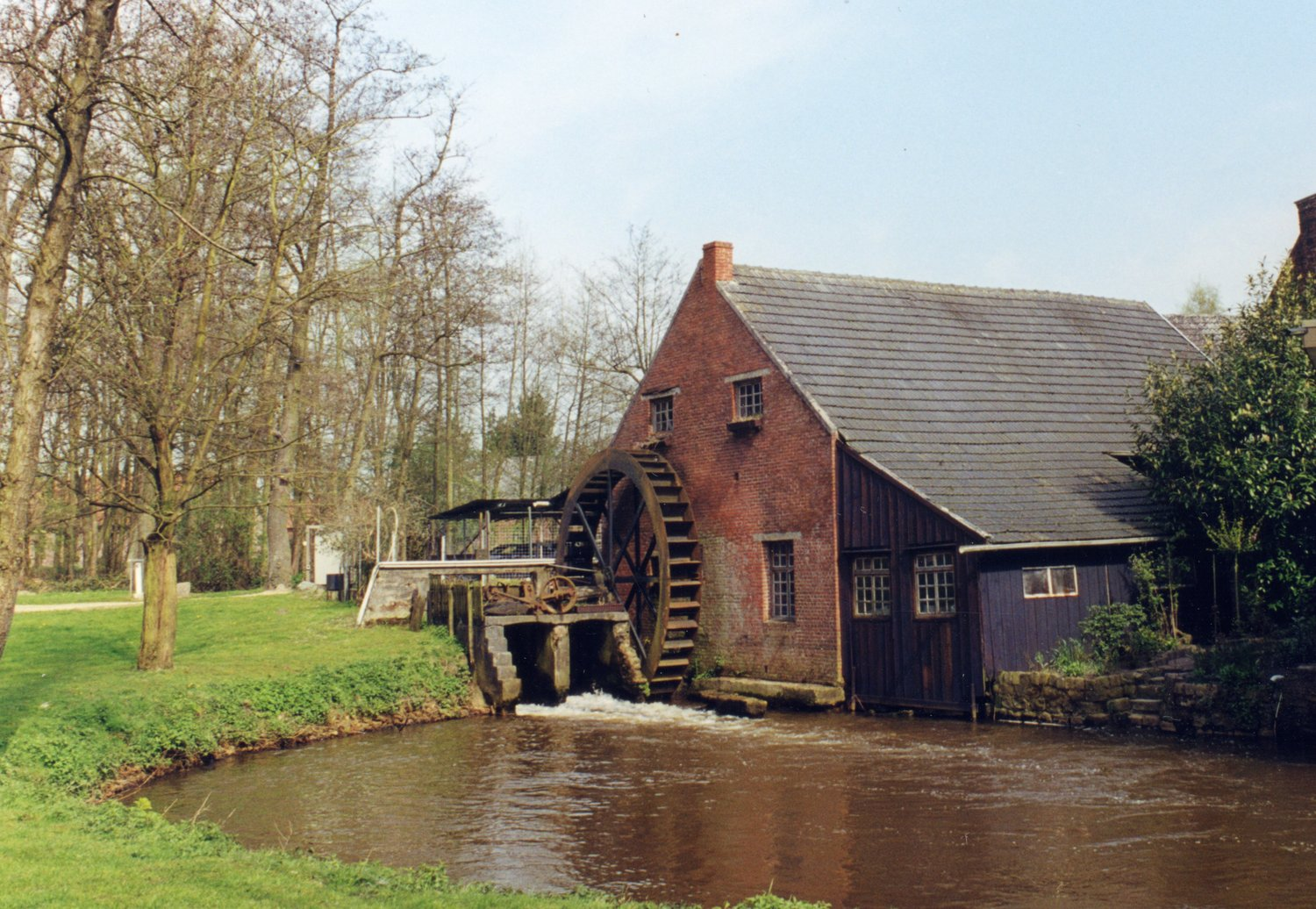
Reppelmolen

## Natuur en landschap
Reppel ligt op de overgang tussen het Kempens Plateau in het zuidwesten en de Vlakte van Bocholt. Langs Reppel loopt de Abeek, waarlangs natuurgebieden te vinden zijn, zoals (Abeekvallei of Reppelerbeemden, en het landgoed Monshof. De Abeek, die van het Kempens Plateau afkomt, kent hier een relatief groot verval. Bij Reppel ontspringt ook de Reppelerbeek, die door de bossen naar Bocholt stroomt en in de Abeek uitmondt.
Rondom Reppel bevinden zich veel bossen, vaak aangeplant op voormalige heidevelden, zoals Bergerheide en Goolderheide. Daarnaast zijn er landbouwgebieden en weiden.
In de omgeving zijn wandelingen uitgezet. Een vlonderpad loopt door de Abeekvallei.

## Nabijgelegen kernen
Bocholt, Kaulille, Grote-Brogel, Gerdingen, Ellikom